# Championnat de Tchéquie de football 2020-2021
Navigation
Édition précédente Édition suivante
La První Liga 2020-2021, nommée Fortuna Liga pour des raisons de parrainage, est la 28e édition du championnat de Tchéquie de football.
Elle oppose  les dix-huit meilleurs clubs de Tchéquie en une série de trente-six journées.
Le Slavia Prague remporte son 7e titre de champion de Tchéquie, et son 3e consécutif, à quatre journées de la fin du championnat.

## Format
Le format de cette saison est modifié en raison de l'annulation de la poule de relégation de l'édition précédente ; pour la première fois de l'histoire du championnat, 18 équipes sont présentes parmi l'élite. Les équipes s'affrontent sous forme de confrontations en deux manches sur 36 journées.
À l'issue de ces rencontres, le premier du groupe est désigné champion national et se qualifie pour la Ligue des champions 2021-2022, de même pour le deuxième de la compétition. Le troisième et le quatrième obtiennent une place en Ligue Europa Conférence 2021-2022. En fonction du vainqueur de la Coupe de Tchéquie, si celui-ci est déjà qualifié pour la coupe d'Europe par le biais du championnat, sa place qualificative pour la Ligue Europa est réattribuée au troisième du championnat et les places en Ligue Europa Conférence redistribuées aux 4e et 5e. Les trois derniers sont directement relégués en deuxième division.

## Participants
| \| Bohemians Jablonec Karviná M. Boleslav Slavia Slovácko Liberec Sparta Teplice Plzeň Příbram Opava Zlín Olomouc Ostrava České Budějovice Pardubice Zbrojovka Brno \| Localisation des clubs. |
| Bohemians Jablonec Karviná M. Boleslav Slavia Slovácko Liberec Sparta Teplice Plzeň Příbram Opava Zlín Olomouc Ostrava České Budějovice Pardubice Zbrojovka Brno                               |

Légende des couleurs
- Barrages de la Ligue des champions 2020-2021
- Deuxième tour de qualification de la Ligue des champions 2020-2021
- Phase de groupes de la Ligue Europa 2020-2021
- Deuxième tour de qualification de la Ligue Europa 2020-2021
- Promu de Druhá Liga 2019-2020

| Club                    | Se maintient depuis | Classement 2019-2020 | Stade                            | Capacité théorique |
| ----------------------- | ------------------- | -------------------- | -------------------------------- | ------------------ |
| Slavia Prague           | 1993                | 1                    | Eden Aréna                       | 20 800             |
| Viktoria Plzeň          | 2005                | 2                    | Doosan Arena                     | 11 722             |
| Sparta Prague           | 1993                | 3                    | Generali Arena                   | 19 416             |
| FK Jablonec             | 1994                | 4                    | Stadion Střelnice                | 6 280              |
| Slovan Liberec          | 1993                | 5                    | Stadion u Nisy                   | 9 900              |
| Baník Ostrava           | 2017                | 6                    | Stade municipal                  | 15 123             |
| Dynamo České Budějovice | 2019                | 7                    | Stadion Střelecký ostrov         | 6 681              |
| Bohemians 1905          | 2013                | 8                    | Stade Ďolíček                    | 5 000              |
| FC Slovácko             | 2009                | 9                    | Stade municipal                  | 8 121              |
| Mladá Boleslav          | 2004                | 10                   | Stade municipal                  | 5 000              |
| Sigma Olomouc           | 2017                | 11                   | Stade Andrův                     | 12 560             |
| FK Teplice              | 1996                | 12                   | Na Stínadlech                    | 18 221             |
| Fastav Zlín             | 2015                | 13                   | Letná Stadion                    | 6 375              |
| MFK Karviná             | 2016                | 14                   | Stade municipal                  | 4 833              |
| SFC Opava               | 2018                | 15                   | Městských sadech                 | 7 758              |
| FK Příbram              | 2018                | 16                   | Adidas Aréna                     | 9 100              |
| FK Pardubice            | 2020                | 1 (D2)               | Pod Vinicí                       | 3 000              |
| Zbrojovka Brno          | 2020                | 2 (D2)               | Městský Fotbalový Stadion Srbská | 10 200             |

1. 1 2 3  On ne peut pas exactement parler de promotion pour ces clubs puisqu'ils ont directement rejoint le championnat dès sa date de création en 1993. Depuis cette date, ils n'ont jamais connu de relégation.

## Compétition

### Règlement
Le classement est établi sur le barème de points classique, une victoire valant trois points, un match nul un seul et une défaite aucun.
En cas d'égalité de points, les équipes concernées sont départagées dans un premier temps sur la base des résultats en confrontations directes (points, différence de buts et buts marqués), puis de la différence de buts générale, du nombre de buts marqués et enfin du classement au fair-play (le nombre de cartons obtenus au cours de la saison). Si l'égalité persiste après application de ces critères, les équipes concernées sont alors départagées par tirage au sort.

### Classement
| Rang | Équipe                  | Pts | J  | G  | N  | P  | Bp | Bc | Diff |
| ---- | ----------------------- | --- | -- | -- | -- | -- | -- | -- | ---- |
| 1    | Slavia Prague T C       | 86  | 34 | 26 | 8  | 0  | 85 | 20 | +65  |
| 2    | Sparta Prague           | 74  | 34 | 23 | 5  | 6  | 82 | 43 | +39  |
| 3    | FK Jablonec             | 69  | 34 | 21 | 6  | 7  | 59 | 33 | +26  |
| 4    | FC Slovácko             | 63  | 34 | 19 | 6  | 9  | 58 | 33 | +25  |
| 5    | Viktoria Plzeň          | 58  | 34 | 17 | 7  | 10 | 60 | 45 | +15  |
| 6    | Slovan Liberec          | 52  | 34 | 14 | 10 | 10 | 44 | 32 | +12  |
| 7    | FK Pardubice            | 52  | 34 | 15 | 7  | 12 | 41 | 42 | -1   |
| 8    | Baník Ostrava           | 49  | 34 | 13 | 10 | 11 | 48 | 38 | +10  |
| 9    | Sigma Olomouc           | 45  | 34 | 11 | 12 | 11 | 40 | 40 | 0    |
| 10   | Bohemians 1905          | 43  | 34 | 10 | 13 | 11 | 40 | 37 | +3   |
| 11   | Mladá Boleslav          | 39  | 34 | 10 | 9  | 15 | 49 | 54 | -5   |
| 12   | MFK Karviná             | 39  | 34 | 9  | 12 | 13 | 37 | 49 | -12  |
| 13   | Dynamo České Budějovice | 38  | 34 | 9  | 11 | 14 | 33 | 47 | -14  |
| 14   | Fastav Zlín             | 32  | 34 | 8  | 8  | 18 | 30 | 50 | -20  |
| 15   | FK Teplice              | 30  | 34 | 7  | 9  | 18 | 34 | 66 | -32  |
| 16   | Zbrojovka Brno          | 26  | 34 | 5  | 11 | 18 | 33 | 57 | -24  |
| 17   | FK Příbram              | 25  | 34 | 5  | 10 | 19 | 26 | 65 | -39  |
| 18   | SFC Opava               | 17  | 34 | 3  | 8  | 23 | 23 | 71 | -48  |

Légende
- Qualification pour le troisième tour de qualification pour champions de la Ligue des champions 2021-2022
- Qualification pour le deuxième tour de qualification pour non-champions de la Ligue des champions 2021-2022
- Qualification pour le troisième tour de qualification de la Ligue Europa 2021-2022
- Qualification pour le deuxième tour de qualification de la Ligue Europa Conférence 2021-2022
- Relégation en deuxième division

Abréviations
- T : Tenant du titre
- C : Vainqueur de la Coupe de Tchéquie 2020-2021
- P : Promu de Druhá Liga 2019-2020

## Bilan de la saison
| Championnat de Tchéquie de football 2020-2021 |                          |
| Champion                                      | Slavia Prague (7e titre) |
| Coupes et trophées                            |                          |
| Vainqueur de la Coupe de Tchéquie 2020-2021   | Slavia Prague            |
| Qualifications continentales                  |                          |
| Ligue des champions 2021-2022                 | Slavia Prague            |
| Ligue des champions 2021-2022                 | Sparta Prague            |
| Ligue Europa 2021-2022                        | FK Jablonec              |
| Ligue Europa Conférence 2021-2022             | FC Slovácko              |
| Ligue Europa Conférence 2021-2022             | Viktoria Plzeň           |
| Promotions et relégations                     |                          |
| Promus en První Liga                          | Hradec Králové           |
| Relégués en Druhá Liga                        | Zbrojovka Brno           |
| Relégués en Druhá Liga                        | FK Příbram               |
| Relégués en Druhá Liga                        | SFC Opava                |